# Гаврилов, Павел Филиппович
Па́вел Фили́ппович Гаври́лов (1898—1970) — главный военный прокурор ВМФ СССР, генерал-лейтенант юстиции (18.04.1943).

## Биография
Родился в деревне Ситское Юхновского уезда Смоленской губернии в семье рабочего. Русский. Окончив начальную школу в 1910 году, трудился рабочим мостовиком-каменщиком на строительстве мостов на Екатериненской и Токмакской железных дорогах.
В декабре 1916 года призван на службу в Русскую императорскую армию. Служил в запасном полку в городе Калуге и в Славяно-Сербском полку Западного фронта. Участвовал в Первой мировой войне. В сентябре 1917 года по болезни был
направлен в госпиталь в Москву, откуда в декабре 1917 года демобилизован. В 1918-1919 гг. работал мостовщиком-каменщиком на Сызранско-Вяземской железной дороге.
В РККА с января 1920 года (по другим данным с декабря 1919 года), письмоводитель революционного военного трибунала 5-й армии. Участник Гражданской войны. После войны продолжил службу в РККА: с января 1924 года — военный следователь военного трибунала 6-й стрелковой дивизии, на той же должности в военных трибуналах 10-й кавалерийской дивизии и 2-го стрелкового корпуса, следователь трибунала гарнизона города Москвы. Окончил Институт советского права в 1932 году. С 1931 года — помощник военного прокурора 2-го стрелкового корпуса Московского военного округа, затем помощник военного прокурора Московского ВО. С 1935 года — прокурор 10-го стрелкового корпуса. С июля 1938 года — исполняющий должность прокурора Краснознамённого Балтийского флота; в октябре того же года утверждён в этой должности. Причастен к массовым репрессиям на флоте.
С июля 1939 года находился в должности заместителя Главного военного прокурора РККА, при этом с августа 1939 по март 1941 года — исполняющий обязанности главного военного прокурора РККА.
Член ВКП(б).
На этом посту санкционировал освобождение в феврале 1940 года за отсутствием доказательств комкора М. П. Магера, обвиняемого в принадлежности к военно-фашистскому заговору. По словам Гаврилова, в тот же день ему позвонил И. В. Сталин и потребовал объяснений, почему освободили Магера, выражая недовольство этим фактом. О одной из работ историка Н. С. Черушева подробно описывается борьба П. Ф. Гаврилова за освобождение из следственной тюрьмы и прекращение уголовного дела в отношении обвиняемого в контрреволюционных преступлениях комбрига В. В. Корчица в начале 1940 года, которого особый отдел Харьковского военного округа просто отказывался освобождать из-под стражи по постановлению прокурора и жаловался на прокуроров в Москву.
Участвовал в советско-финской войне, неоднократно выезжая в действующую армию для налаживания работу прокуроров и военных трибуналов в войсках.
После назначения нового Главного военного прокурора В. И. Носова вернулся к исполнению обязанностей его заместителя. После начала Великой Отечественной войны исполнял обязанности военного прокурора при штаба представителя Ставки ВГК К. Е. Ворошилова, затем направлялся для организации органов военной прокуратуры в войска Ленинградского, Северо-Западного, Волховского, Западного, Южного и Закавказского фронтов.
Главный военный прокурор РККФ с 1942 по 1946. С 1948 года в отставке. Похоронен в колумбарии Новодевичьего кладбища.

### Воинские звания
- военный юрист 1-го ранга (1936);
- бригвоенюрист (17 декабря 1938);[6]
- диввоенюрист (29 октября 1939);[7]
- корвоенюрист (22 июля 1940);
- генерал-лейтенант юстиции (18 апреля 1943).

### Награды
- Орден Ленина (30.04.1945)[8]
- Два ордена Красного Знамени (22.02.1944, 03.11.1944)
- Орден Нахимова I степени (28.06.1945, знак ордена № 22)
- Три ордена Отечественной войны I степени (22.02.1943, 26.05.1945, 27.05.1947)
- Орден Красной Звезды (14.06.1940)
- Медали, в том числе:
  - «XX лет Рабоче-Крестьянской Красной Армии» (22.02.1938)
  - «За оборону Ленинграда» (1943)
  - «За Победу над Германией в Великой Отечественной войне 1941—1945 гг.» (1945)
  - «За победу над Японией» (1946)